# 斎藤澄子
斎藤 澄子（さいとう すみこ、1972年3月26日 - ）は、日本の元女子プロレスラー。福島県会津若松市
出身。

## 経歴・戦歴
1989年にジャパン女子プロレス入門、翌1990年11月1日、大阪府立体育会館第二競技場大会での小屋百合子戦でデビュー。
1992年にジャパン女子が解散すると、JWP女子プロレスの旗揚げに参加。同期の福岡晶とライバル関係を築くが、首を負傷したため1993年2月11日、福岡とのシングルマッチで引退。
1995年結婚。
2009年11月2日、同期のGAMIの20周年記念興行『GAMILIBRE5〜GAMI CHRONICLE〜』（プロレスリングWAVE）のメインイベントで一夜限りの現役復帰。

## 得意技
- STF

## 入場曲
- 「Believe in You」